# Neominois
Genre
Neominois est un genre de papillons de la famille des Nymphalidae et de la sous-famille des Satyrinae qui ne comprend qu'une espèce résidant en Amérique du Nord.

## Espèce et sous-espèces
Neominois ridingsii (Edwards, 1865)
- Neominois ridingsii ridingsii; au Colorado;
- Neominois ridingsii dionysus (Scudder, 1878); au Nouveau-Mexique;
- Neominois ridingsii minimus Austin, 1986;
- Neominois ridingsii neomexicanus Austin, 1986;
- Neominois ridingsii pallidus Austin, 1986;
- Neominois ridingsii stretchii (Edwards, 1870);
- Neominois ridingsii wyomingo (Scott, 1998);

### Source
- funet